# Pseudaphelia kaeremii
Pseudaphelia kaeremii är en fjärilsart som beskrevs av Eugène Louis Bouvier. Pseudaphelia kaeremii ingår i släktet Pseudaphelia och familjen påfågelsspinnare. Inga underarter finns listade i Catalogue of Life.